# Krmačina
Krmačina je naselje v Občini Metlika.